# Административная реформа в Российской Федерации
Администрати́вная рефо́рма в Российской Федерации — реформа системы государственного управления.

## Этапы административной реформы
Административные преобразования в период с 1991 года по настоящее время можно условно разбить на три периода:
- административные преобразования 1991—1999 годы, политическим мотивом которых выступала необходимость радикальной перестройки советской системы государственного управления экономикой и формирование новой структуры и системы органов государственной власти Российской Федерации;
- первый этап административной реформы, проведённый в 2003—2005 годы, преследующий политическую цель укрепления государственной власти в стране и определяемый соответствующим замыслом, выработанным в период 2000—2002 годов;
- второй этап административной реформы, начавшийся в 2006 году, политически ориентированный на построение эффективного и компактного государства на основе специально разработанной Концепции административной реформы.

### Первый этап (2003—2005)
23 июля 2003 года президент Российской Федерации Владимир Путин подписал указ о проведении административной реформы, о необходимости которой он говорил в своем ежегодном послании Федеральному Собранию.
Первый этап, разработанный группой Дмитрия Козака заключался в разграничении полномочий между различными узлами бюрократической сети.

### Второй этап (2006—2010)
25 октября 2005 года правительство Российской Федерации одобрило концепцию административной реформы в Российской Федерации в 2006—2010 годах

## Административно-территориальные преобразования
Наиболее значимые преобразования, относящиеся к административно-территориальному устройству субъектов:
- преобразование с 2005 по 2008 годы большинства автономных округов с утратой ими субъектности в административно-территориальные единицы с особым статусом округа либо районы, а также преобразование в края трёх областей, в состав которых входили автономные округа;
- преобразование административных районов в города/посёлки городского типа краевого (областного) значения (подчинения) или (в Тверской области) в округа (в Московской области преобразование доведено до конца в 2019 году);
- расширение территории Москвы в 2011—2012.

В числе более редких видов реформ:
- преобразование городов краевого (областного, республиканского) значения (подчинения) в города районного значения (подчинения) либо включение их в состав районов с сохранением статусов краевого (областного, республиканского) значения (подчинения) — например, в Краснодарском крае и Якутии;
- объединение административных районов — в Таймырском (Долгано-Ненецком) и Эвенкийском автономных округах до их преобразования в административные районы, в Чукотском автономном округе и в Пензенской области.